# کایل (میسیسیپی)
کایل (به انگلیسی: Caile) یک منطقهٔ مسکونی در ایالات متحده آمریکا است که در شهرستان سانفلاور، میسیسیپی واقع شده‌است. کایل ۳۵٫۰۵ متر بالاتر از سطح دریا واقع شده‌است.